# 鹿児島県道310号串木野停車場線
鹿児島県道310号串木野停車場線（かごしまけんどう310ごう くしきのていしゃじょうせん）は、鹿児島県いちき串木野市を通る一般県道である。

## 概要

### 路線データ
- 起点：鹿児島県いちき串木野市曙町（鹿児島本線 串木野駅前）
- 終点：鹿児島県いちき串木野市曙町（串木野駅交差点、国道3号交点、鹿児島県道38号串木野港線終点）
- 陸上距離：0.049 km

## 地理

### 通過する自治体
- いちき串木野市

### 交差する道路
| 交差する道路                     | 交差する場所 | 交差する場所          |
| -------------------------------- | ------------ | --------------------- |
| 国道3号 鹿児島県道38号串木野港線 | 曙町         | 串木野駅交差点 / 終点 |

### 沿線
- JR九州鹿児島本線 串木野駅